# Карчмер, Эсфирь Иосифовна
Эсфирь Иосифовна Карчмер (Эстер; 1899 — 1986) — советская еврейская театральная актриса, Заслуженная артистка РСФСР. Народная артистка РСФСР (1939).

## Биография
Эсфирь (Эстер) Иосифовна Карчмер родилась 4 февраля 1899 года (по другим источникам 1901). Была актрисой Еврейского камерного театра в Петрограде со дня основания до 1921 года, после переезда театра в Москву — Московского ГОСЕТа.
Умерла в 1986 году в Москве.

## Награды и премии
- народная артистка РСФСР (31.3.1939)[2][3].

## Работы в театре
- 1919 — «Слепые» М. Метерлинка в переводе Анны Магид — Вторая молящаяся слепая[1]
- 1922 — «Колдунья» «оперетта-мелодрама» Авраама Гольдфадена — Лиза, дочка Баси[4]
- 1939 — «Тевье молочник» (Шолом-Алейхем) — Хава[5]
- «Король Лир» Шекспир — Регана[6]